# Йежи Бузек
Йе́жи Ка́рол Бу́зек (на полски: Jerzy Karol Buzek [ˈjɛʐɨ ˈbuzɛk]) е полски политик, председател на Европейския парламент през 2009-2012 г.

## Биография

### Произход, образование и научна кариера
Йежи Бузек е роден на 3 юли 1940 г. в Шмиловице, Чешинска Силезия. Понастоящем неговото родно място се намира на територията на Чехия.
След полагането на матура през 1957 г. в Общообразователен лицей „Юлиуш Словацки“ в град Хожув Йежи Бузек започва висшето си образование във Факултета по механика и енергетика в Силезийката политехническа академия в Гливице, което завършва през 1963 г. През същата година започва работа в Института по инженерна химия към Полската академия на науките в Гливице. Защитава докторат през 1969 г. През седемдесетте години Йежи Бузек се посвещава на научна дейност. През 1971 г. преминава научен стаж в Кеймбриджкия университет. През следващото десетилетие започва научна работа в областта на опазването на околната среда. Той е високо ценен преподавател в Института по химия на Силезийския технически университет в Гливице, а по-късно и в Техническия университет в Ополе.
Признание за успехите си в научната и преподавателската работа Йежи Бузек получава с присъждането на титлата професор на техническите науки.
Автор на около 200 научни статии, над дузина рационализации и три патента в областта на опазването на околната среда, енергията и технологията на производствените процеси.
Почетен доктор на университетите в Дортмунд, Сеул, Сюлейман Демирел (Испарта).
През 1992 – 1997 г. е представител на Полша в Международната агенция по енергетика – Програма на ефекта на парникови газове. През 1996 г. е организатор и председател на Международната мрежа от 19 институции, работещи за защита на енергията и околната среда.

### Деец на „Солидарност“
През септември 1980 г. Йежи Бузек започва дейността си в профсъюза „Солидарност“; псевдонимът „Карол“ се появява именно в този период. Избран е за председател на профсъюзна комисия в университета. През лятото на 1981 г. става делегат на I Национален конгрес на делегатите на „Солидарност“. Неговата роля в профсъюза непрекъснато нараства. Председателства IV, V и VI Национален конгрес на делегатите на Независимия профсъюз „Солидарност“. При въвеждането на военно положение в Полша на 13 декември 1981 г. успява да избегне интерниране. Преминава към нелегална дейност. Издава нелегалния бюлетин „S“, чийто първи брой излиза още през януари 1982 г.
Тежко заболяване на дъщеря му, Агата, го принуждава да прекрати дейността си през 1987 г.
След победата на „Солидарност“ през 1989 г. отново започва пълноценна научна работа.

### Политическа кариера

#### Депутат
През 1997 г. е избран за депутат в Сейма от „Избирателна акция Солидарност“. Министър-председател от 31 октомври 1997 до 19 октомври 2001 г.
От 2004 г. е евродепутат, член на много парламентарни комисии. Избран е с мандат от 2,5 г. за председател на Европейския парламент на 14 юли 2009 г.

#### Председател на Европейския парламент
Благодарение на своята личност и компетентност, подкрепени от умелата политическа акция на полското правителство и опозиция, на 14 юли 2009 г. Йежи Бузек е избран за председател на Европейския парламент. Тогава той получава 555 от 644 валидни подадени гласове – това е най-голямата подкрепа, получавана от председател на ЕП от 1979 г. насам, т.е. от първите преки избори за Парламента. Той е първият председател на ЕП от новите държави членки на ЕС.
В програмната си реч Йежи Бузек представя приоритетите на своя мандат: пропагандиране на идеята за европейска енергийна общност, насърчаване на демокрацията и защитата на правата на човека, укрепване на сътрудничеството със съседните на ЕС държави в Източна и Южна Европа, засилване на ролята на ЕС в многополюсния свят, многогодишен бюджет на ЕС в съответствие с потребностите и амбициите на разширения Съюз, подготовка на Европейския парламент за по-значимата му роля след влизането в сила на Договора от Лисабон.
В рамките на своите задължения председателят на ЕП поддържа непрекъснат контакт с председателя на Европейската комисия, председателя на Европейския съвет, държавата, председателстваща ЕС, и представлява Европейския парламент по време на задгранични посещения. Част от ежедневните му задължения е да организира работата на Парламента и да председателства парламентарните дебати. Йежи Бузек си е поставил за цел да превърне ЕП в място на интересен и оживен политически дебат. Негова амбиция е Европейският парламент да бъде по-близо до хората.
Той изпълнява длъжността на председател на ЕП в продължение на 2,5 години.

#### Най-добър полски евродепутат
През 2004 г. Йежи Бузек печели изборите за член на Европейския парламент, като постига най-добър изборен резултат в Полша.
В Брюксел той е избран за заместник-председател на Европейския енергиен форум. Представлява Европейския парламент на изборите в Украйна и подкрепя Оранжевата революция. Той е докладчик на Европейския парламент по Седмата рамкова програма за научноизследователски и развойни дейности за периода 2007-2013 г., както и докладчик за Европейския стратегически план за енергийните технологии. В периода 2004-2009 г. Бузек е член на комисията по промишленост, изследвания и енергетика, както и на комисията по околна среда, обществено здраве и безопасност на храните. Той е член на няколко делегации на Европейския парламент: Комитета за парламентарно сътрудничество ЕС – Украйна, Делегацията за връзки с държавите от Югоизточна Азия и АСЕАН.
През 2006 г. Бузек получава отличието „Член на ЕП за 2006 г.“ в областта на изследванията и технологиите. Тази класация се прави от брюкселския двуседмичник „Parliament Magazine“. Той получава наградата „Biały Węgiel 2006“, връчвана от асоциацията на полските инженери.
През 2008 г. в класациите на седмичника „Wprost“ и всекидневника „Rzeczpospolita“ Бузек е признат за най-добър полски член на Европейския парламент.
При последните избори за Европейски парламент почти 400 хиляди избиратели от Силезия гласуват за него.

#### Министър-председател на Полша
През февруари 1997 г. Йежи Бузек е избран за координатор на експертната група по икономическите въпроси на партията „Изборна акция Солидарност“ (AWS). Разработената тогава програма на AWS се превръща в един от основните елементи на успешната кампания на тази политическа формация за изборите за Сейм. Йежи Бузек е избран за депутат в III Сейм на Република Полша и след това е номиниран от AWS за председател на Министерския съвет.
Правителството на Йежи Бузек полага клетва на 31 октомври. Той изпълнява функциите на министър-председател в продължение на един пълен мандат, до 19 октомври 2001 г. Той осъществява влизането на Полша в НАТО и започна преговорите по приемането на Полша в Европейския съюз.
Коалиционното правителство на Йежи Бузек предприема едно от най-големите реформаторски усилия в Полша след 1989 г. То започва и проведе реформи в областта на самоуправлението, пенсионната система, здравеопазването, образованието и минното дело.
Като министър-председател на Република Полша Йежи Бузек поставя началото също така на създаването на Стратегическата правителствена програма за Освиенцим, чийто приоритет е преобразуването на Освиенцим в международен център за образование в областта на правата на човека. Той продължава тази инициатива. Йежи Бузек има принос и за създаването на Освиенцимската академия, която заедно с Ягелонския университет в Краков подготвя образователен проект „Училище по култура и права на човека „Pawеł Włodkowic“.
Той е първият министър-председател на Република Полша, който заедно с министър-председателя на Израел, Бенямин Нетаняху, взе участие в Марша на живите от Аушвиц до лагера Биркенау през 1998 г., като по този начин даде импулс за развитието на тази изключителна инициатива.
През януари 1999 г. Йежи Бузек беше избран за председател на „Изборна акция Солидарност“ (AWS). След загубата на AWS на парламентарните избори през есента на 2001 г. Йежи Бузек се оттегли от активна политическа дейност за период от няколко години.

### Обществен деец и педагог
В края на 1990-те години дава началото на ежегодния конкурс Pro Publico Bono за най-добра гражданска инициатива в Полша. През 2002-2004 г. изпълнява функциите на заместник-ректор по научните въпроси на Университета „Полония“ в град Ченстохова. Основател е на Дипломатическата школа „Полония“ и на Фондацията за подкрепа на семейството.
През 1998 г. заедно със съпругата си основава семейна фондация, спечелвайки огромно разбиране на значението на помощ за нуждаещите се, след опита им в борбата за живота на собственото им дете.
- Йежи Бузек с Председателя на Европейската Комисия Жозе Мануел Барозу и полския президент Бронислав Коморовски
- Йежи Бузек и Жозе Мануел Барозу по време на среща на ЕНП през 2009 г.
- Йежи Бузек, Херман Ван Ромпой, Жозе Мануел Барозу
- Йежи Бузек с руския президент Дмитрий Медведев
- Йежи Бузек с Министър-председателя на Холандия Марк Рюте
- ЕНП Политическо събрание 4-5 февруари 2010